# João Gabriel
João Gabriel (* 12. Februar 1996 in Matão), mit vollständigen Namen João Gabriel Ramos de Souza, ist ein brasilianischer Fußballspieler.

## Karriere
João Gabriel erlernte das Fußballspielen in den brasilianischen Jugendmannschaften vom Olé Brasil, Comercial FC (SP), Cruzeiro Belo Horizonte und Red Bull Brasil|. Im Januar 2017 ging er nach Asien. Hier unterschrieb er in Japan einen Vertrag beim SC Sagamihara. Der Verein aus Sagamihara, einer Großstadt in der Präfektur Kanagawa auf Honshū, spielte in der dritten japanischen Liga, der J3 League. Hier unterschrieb er einen Dreijahresvertrag. Von August 2019 bis Saisonende wurde er an den Viertligisten Tochigi City FC nach Tochigi ausgeliehen. Nach Vertragsende in Sagamihara wechselte er im Januar 2020 nach Kagoshima zum Drittligisten Kagoshima United FC. Im Januar 2021 wurde er wieder an den Tochigi City FC ausgeliehen.